# Cymbidium bicolor
Cymbidium bicolor (названа још двобојна орхидеја, кинески: 硬葉蘭 or 硬叶兰) је врста орхидеја  која се налази у јужној Кини и тропској Азији. 
подврсте
- - Cymbidium bicolor subsp. bicolor (јужна Индија, Шри Ланка) Pseudobulb epiphyte
  - Cymbidium bicolor subsp. obtusum (Хималаји до јужне Кине и Индо-Кина). Pseudobulb epiphyte
  - Cymbidium bicolor subsp. pubescens (Малезија)